# Ceratosolen abnormis
Ceratosolen abnormis är en stekelart som beskrevs av Wiebes 1963. Ceratosolen abnormis ingår i släktet Ceratosolen och familjen fikonsteklar. Inga underarter finns listade i Catalogue of Life.